# El Periodista (Chile)
El Periodista es un periódico en línea chileno, fundado el 2001. Su fundador y actual director es el periodista, académico y escritor Francisco Martorell.

## Historia
El Periodista nace como revista de papel el año 2001y desde el 2021, específicamente su número 295,pasó a ser un medio eminentemente digital.Desde ese año hasta hoy su contenido físico y digital, actual e histórico, es totalmente gratuito, teniendo acceso a contenido más específico y newsletter via suscripción.
En la actualidad es socio fundador del primer gremio de medios independientes digitales nacional, bajo el nombre de «Asociación Gremial de Medios de Comunicación Digitales de Chile».

## Organización
El Periodista S.A. es la empresa propietaria de la revista mensual El Periodista,el sitio de noticias en internet www.elperiodista.cl y la editorial El Periodista.
Su sitio web integra las siguientes secciones:
- Noticias: Noticias nacionales e internacionales, editorial, cultura, economía, salud y sociedad, I+D, deportes, defensa entre otras.
- EP TV: Análisis y opinión en formato TV.
- Podcast: Análisis y opinión en formato de audio.
- Opinión: Análisis de la realidad nacional e internacional desde múltiples ángulos y actores.
- El Periodista Viajes: Inserto acerca de turismo y viajes.[8]